# Чарнецкий, Степан Николаевич
Степан Николаевич Чарнецкий (укр. Степан Миколайович Чарнецький; 21 января 1881, Шманьковцы, Австро-Венгрия — 2 октября 1944, Львов, УССР) — украинский поэт, переводчик, журналист, фельетонист, театрально-музыкальный критик, актер, режиссёр, общественный деятель. Член Союза писателей Украины (1939).

## Биография
Степан Чарнецкий родился 21 января 1881 года в селе Шманьковцах, ныне Заводской общины Чертковского района Тернопольской области Украины. Был тринадцатым ребёнком в крестьянской семье. Рано остался без отца, который умер от тифа. Начальную школу окончил в Ивано-Франковске. С 1895 года учился в гуманитарной и реальной гимназиях во Львове.
Окончил инженерный (путестроительный) факультет цесарско-королевской Высшей политехнической школы (ныне национальный университет «Львовская политехника»).
Активист молодёжных обществ; пел в хоре общества «Основа»; участник литературной группы «Молодая муза». Работал во Львове инженером в земской управе и краевом выделе (1906—1912). Во время Первой мировой войны — помощник начальника железнодорожного участка № 5 Львов — Стрый, Львов — Самбор. Редактор журналов «Украинский голос» (1915), «Украинский вестник», член редколлегии журналов «Пути» (1915—1917), «Жизнь и искусство» (1920). Сотрудничал с редакциями газет и журналов «Будяк» (1921—1922), «Воля», «Общественное мнение», «Діло» (1921—1924), «Литературно-научный вестник», «Иллюстрированная Украина», «Мещанское слово», «Молодая Украина», «Навстречу», «Новое время», «Руслан», «Украинское слово» и польскими журналами. С 1920 — референт прессы при Львовском магистрате. В 1939—1941 годах — научный сотрудник Львовской научной библиотеки.
Умер 2 октября 1944 года, похоронен на Лычаковском кладбище во Львове (19 поле).

### Театральная деятельность
Театральный референт, режиссёр и художественный руководитель театра общества «Русская беседа» (весна 1913 — август 1914), с которым гастролировал по Тернопольщине, Львовщине, Прикарпатье и другим, поставил в нём «Украденное счастье» Ивана Франко (1907), «Черная Пантера и Белый Медведь» Владимира Винниченко, «Дядя Ваня» Антона Чехова и другие; перевел для театра пьесу «Мария Магдалина» Фридриха Хеббеля, либретто опер «Фауст» Шарля Гуно, «Мадам Баттерфляй» Джакомо Пуччини, «Кармен» Жоржа Бизе, оперетты «Орфей в аду» Жака Оффенбаха.

## Наследие
Автор патриотического марша Украинских сечевых стрельцов «Червона калина» («Ой, у лузі червона калина похилилася…»; 1914); в соавторстве с Богданом Весоловским написал известную песню-танго «Придёт еще время».
Автор стихов, фельетонов, памфлетов, литературных статей, очерков по истории галицкого театра, рецензий, художественных портретов, раздела «Театр» в издании Ивана Тиктора «История украинской культуры (под редакцией Ивана Крипьякевича)» (Львов, 1937), воспоминаний про Александра Мишугу, Остапа Нижанковского, Дениса Сичинского, Ивана Франко.
Автор сборников стихов «В час сумерек» (1908), «В час задумки» (1917), «Грустные идем» (1920), прозаических новелл и фельетонов «Дикий виноград» (1921), «Цветы и бодяче» (1922; обе с подзаголовком «Очерки и заметки с дороги жизни»; под псевдонимом Тиберий Воробей), «Из моей записной книжки» (1922), книги «Очерк истории украинского театра в Галиции» (1934; переиздана сокращением в сборнике «Избранное», Львов, 1959, где тексты по политическим и другим соображениям чрезмерно отредактированы).
Первым полностью перевел на украинский и издал поэму Адама Мицкевича «Конрад Валленрод»; автор переводов на польский язык произведений украинских авторов. Отдельные произведения напечатаны в поэтической антологии «Аккорды» (1903, составитель Иван Франко), в сборниках «Молодая Муза» (Киев, 1989) и «Образки из жизни» (Львов, 1989), «Рассыпанный жемчуг». Поэты «Молодой музы» (Киев, 1991) и другие. Поэзии Степана Чарнецкого перевел на польский язык Сидор Твердохлиб.

## Семья
- Отец: Николай Чарнецкий;
- Мать: Владислава Экгардт-Чернецка;
- Братья и сестры: Леонец, Иосиф, Иван, Елена, Геня, Маня, Михаил, Владимир, Станислав, трое неизвестных;
- Жена: Ирина Поповчак-Чернецкая;
- Дочери: Олеся и Александра[2].

## Память
26 мая 1991 года в родном селе поэта открыли памятник Степану Чарнецкому (инициатор установления Надежда Процьков, скульптор Иван Мулярчук).
В 2005 году Надежда Мориквас издала книгу «Меланхолия Степана Чарнецкого». В ней рассказывается о непростой, даже трагической судьбе Степана Чарнецкого. В книге использованы архивные материалы, воспоминания современников поэта, в том числе его дочери Александры.
Улицы Степана Чарнецкого есть в Шманьковцах, Тернополе, Шкло.